# Palle Mikkelborg
Palle Mikkelborg, född 6 mars 1941, är en dansk jazztrumpetare. Hans mest kända verk är Miles Davis-albumet Aura och Hommage / Once Upon a Time, som är inspelat tillsammans med basisten Niels-Henning Ørsted Pedersen. Mikkelborgs Aura, som spelades in 1985, är upptagen i Danmarks kulturkanon. 

## Priser och utmärkelser
- 2001 – Nordiska rådets musikpris
- 2009 – Utländsk ledamot av Kungliga Musikaliska Akademien

## Diskografi

### I eget namn
- 1986 – Imagine med Kenneth Knudsen och Niels-Henning Ørsted Pedersen (Storyville)
- 1986 – Heart to Heart med Kenneth Knudsen och Niels-Henning Ørsted Pedersen (Storyville)
- 1990 – Hommage / Once Upon a Time med Niels-Henning Ørsted Pedersen (Emarcy)
- 1992 – Anything but Grey (Columbia)
- 1996 – The Garden Is A Woman (Columbia)
- 1999 – A Noone of Night – My God and My All (Replay Records)
- 2000 – Song… Tread Lightly (Columbia)
- 2001 – The Voice of Silience med Danmarks Radios Jazzorkester (Stunt Records)

### Samarbeten
Med gruppen Entrance
- 1977 – Entrance (Metronome)
- 1978 – Live as Well (Metronome)
- 1984 – Palle Mikkelborgs Journey to … (Metronome)

Med Miles Davis
- 1989 – Aura (Columbia)

Med George Gruntz
- 1984 – Theatre (ECM)

Med Gary Peacock
- 1987 – Guamba (ECM)

Med Terje Rypdal
- 1978 – Waves (ECM)
- 1980 – Descendre (ECM)
- 1997 – Skywards (ECM)
- 2002 – Lux Aeterna (ECM)
- 2006 – Vossabrygg (ECM)

Med Dino Saluzzi
- 1986 – Once Upon a Time – Far Away in the South (ECM)

Med Edward Vesala
- 1977 – Satu (ECM)